# Chimerothalassius ismayi
Chimerothalassius ismayi är en tvåvingeart som beskrevs av Igor Shamshev och Patrick Grootaert 2003. Chimerothalassius ismayi ingår i släktet Chimerothalassius och familjen styltflugor. Inga underarter finns listade i Catalogue of Life.